# Mario Lúcio Duarte Costa
Mario Lúcio Duarte Costa (Pouso Alegre, Minas Gerais, 17 de noviembre de 1980), o simplemente Aranha, es un futbolista brasileño. Juega de portero y su actual equipo es el Palmeiras  del Campeonato Brasileño de Serie A.

## Clubes
| Club             | País   | Temporadas  |
| ---------------- | ------ | ----------- |
| Ponte Preta      | Brasil | 2002 - 2009 |
| Atlético Mineiro | Brasil | 2009 - 2010 |
| Santos           | Brasil | 2011 - 2014 |
| Palmeiras        | Brasil | 2015        |
| Joinville        | Brasil | 2016        |
| Ponte Preta      | Brasil | 2016-       |

## Palmarés
| Título              | Club   | País   | Año  |
| ------------------- | ------ | ------ | ---- |
| Campeonato Paulista | Santos | Brasil | 2011 |

- Datos: Q2604412